# Rémy Grillot
Rémy Grillot (* 11. März 1766 in Navilly, Département Saône-et-Loire; † 19. Mai 1813 in Leipzig) war ein französischer General der Infanterie.

## Leben und Wirken
Grillot stammte aus einfachen Verhältnissen. Nach kurzer Schulzeit versuchte er sich als Tagelöhner in verschiedenen Berufen. Am 31. Mai 1785 meldete sich Grillot freiwillig zur königlichen Armee und trat in das Régiment de Picardie ein. Er fiel durch Mut und Tapferkeit auf und wurde auch sehr schnell befördert: Caporal (1. Februar 1788), Sergent fourrier (Versorgungsunteroffizier)  (1. März 1790), Sergent-major (26. Juli 1791) und Sous-lieutenant (20. Mai 1792).
Als Capitaine nahm er an der Belagerung von Thionville (August 1792) teil und kämpfte in der Schlacht bei Arlon (9. Juni 1793), wo er auch verwundet wurde. Er nahm an den Kämpfen bei Kaiserslautern (28./30. November 1793) und der 
Zweiten Schlacht bei Weißenburg (26./29. Dezember 1793) teil.
Nach weiteren Beförderungen kämpfte er in der Schlacht bei Aspern (21./22. Mai 1809) und der Schlacht bei Wagram (5./6. Juli 1809). In der Schlacht bei Großgörschen wurde General Grillot sehr schwer verwundet. Er wurde nach Leipzig in ein französisches Lazarett transportiert und operiert. Am 19. Mai starb er an den Folgen seiner Beinamputation.

## Ehrungen
- 12. Juni 1804 Offizier der Ehrenlegion
- 15. September 1809 baron de l’Émpire
- Sein Name findet sich am nördlichen Pfeiler (10. Spalte) des Triumphbogens am Place Charles de Gaulle (Paris)